# Strudiella devonica
Strudiella
Genre
Espèce
Strudiella devonica est une espèce fossile d'arthropodes du Dévonien supérieur, découverte dans la carrière de Strud, un village de la commune belge de Gesves située en Région wallonne dans la province de Namur, en Belgique

## Description et discussions
Le fossile, mal conservé, montre des pièces buccales non spécialisées, « orthoptéroïdes », indiquant un régime omnivore. Dix segments du corps, six pattes et deux antennes sont visibles. Les organes génitaux n'ont pas été préservés. Le spécimen n'a pas d'ailes et mesure environ 8 mm de longueur.
Plusieurs interprétations en ont été faites.
Ses découvreurs, une équipe internationale dirigée par Romain Garrouste, Patricia Nel, André Nel et Gaël Clément, y ont vu le plus ancien insecte terrestre, encore aptère : le genre fossile monotypique Strudiella.
Toutefois, il peut aussi s'agir de l'exuvie du juvénile aptère d'une espèce ailée, et une étude ultérieure montre ce qui semble être des pattes supplémentaires, ce qui mettrait en cause son interprétation en tant qu'insecte, jusqu'à ce que d'autres trouvailles complètent les données.

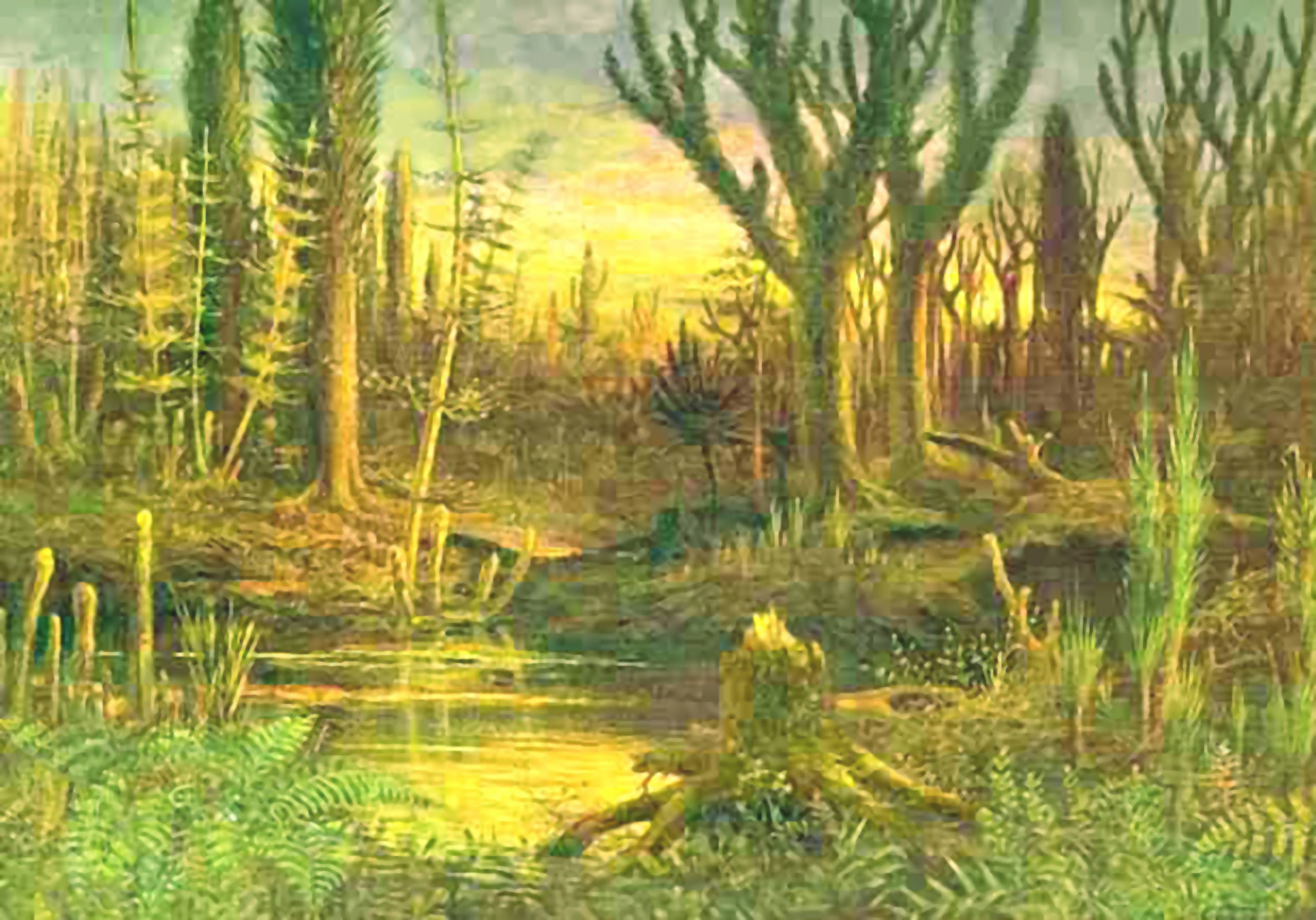
Paysage végétal typique du Dévonien restitué par le paléoartiste Edouard Riou (1838-1900), montrant le milieu où évoluaient Strudiella devonica et ses proches parents.

### Publication originale
- [2012] (en) Romain Garrouste et al., « A complete insect from the Late Devonian period », Nature, vol. 488, no 7409,‎ 2 août 2012, p. 82-85 (ISSN 0028-0836, e-ISSN 1476-4687, PMID 22859205, DOI 10.1038/nature11281 , Bibcode 2012Natur.488...82G, HAL hal-01552865, S2CID 205229663, lire en ligne [PDF]).